# Matthias Pöhlmann
Matthias Pöhlmann (* 1963 in Hof/Saale) ist ein deutscher evangelisch-lutherischer Theologe und Religionspublizist. Er lebt in München.

## Werdegang
Nach dem Abitur 1983 in Bamberg studierte Pöhlmann von 1983 bis 1989 Evangelische Theologie in Erlangen, Heidelberg und München. Sein Lehrvikariat absolvierte er 1990 bis 1992 in Baiersdorf/Mittelfranken. Anschließend war Pöhlmann Wissenschaftlicher Assistent am Institut für Praktische Theologie der Theologischen Fakultät der Friedrich-Alexander-Universität Erlangen-Nürnberg, zunächst von 1992 bis 1994 an der Abteilung Christliche Publizistik, von 1994 bis 1999 am Lehrstuhl für Missions- und Religionswissenschaft sowie Ökumenische Theologie. Die Promotion in Praktischer Theologie mit Prädikat „summa cum laude“ erfolgte 1997 mit der Arbeit Publizistische Apologetik. Die Auseinandersetzung der Apologetischen Centrale mit religiös-weltanschaulichen Bewegungen in der Weimarer Republik und im „Dritten Reich“. Von 1999 bis 2011 arbeitete der Theologe als Wissenschaftlicher Referent bei der Evangelischen Zentralstelle für Weltanschauungsfragen (EZW) in Berlin und leitete dort das Referat Esoterik, Okkultismus, Spiritismus und Satanismus. Von 2007 an war er stellvertretender Leiter des Instituts sowie Chefredakteur des monatlich erscheinenden „Materialdienst[es] der EZW – Zeitschrift für Religions- und Weltanschauungsfragen“.
2010 und 2011 war Pöhlmann Lehrbeauftragter für Missions- und Religionswissenschaft an der Humboldt-Universität zu Berlin sowie für Konfessionskunde an der Universität Leipzig. Nach einer dreijährigen Tätigkeit als Gemeindepfarrer an der Dietrich-Bonhoeffer-Kirche in Germering berief ihn 2014 der Landeskirchenrat der Evangelisch-Lutherischen Kirche in Bayern zum Landeskirchlichen Beauftragten für Sekten- und Weltanschauungsfragen mit Dienstsitz in München.
Seit 2011 ist Pöhlmann Vorsitzender des Ausschusses „Religiöse Gemeinschaften“ der Kirchenleitung der Vereinigten Evangelisch-Lutherischen Kirche Deutschlands (VELKD), der im Herbst 2015 das „Handbuch Weltanschauungen, Religiöse Gemeinschaften, Freikirchen“ veröffentlicht hat.
Von Mai 2015 bis Mai 2021 war er Vorsitzender der Konferenz der Landeskirchlichen Beauftragten für Sekten- und Weltanschauungsfragen in der Evangelischen Kirche in Deutschland (EKD).
Seit 2015 veranstaltet er gemeinsam mit einem Team im Herbst die jährliche Tagungsreihe „Weltanschauungen im Gespräch“ im Wildbad Rothenburg.
Seit 2020 ist Pöhlmann Lehrbeauftragter für Religionswissenschaft und Religionsgeschichte an der Evangelisch-Theologischen Fakultät der Ludwig-Maximilians-Universität München. Im Januar 2024 habilitierte er sich dort im Fach Religionswissenschaft, wo er seither als Privatdozent lehrt.
Pöhlmann publiziert zu vielfältigen Aspekten im Kontext seiner beruflichen Tätigkeit.

## Werke
- Lorber-Bewegung – durch Jenseitswissen zum Heil? (= Apologetische Themen (RAT). Band 4). Friedrich Bahn Verlag, Konstanz 1994, ISBN 978-3-7621-7704-3.
- Kampf der Geister. Die Publizistik der „Apologetischen Centrale“ (= Konfession und Gesellschaft. Band 16). Kohlhammer, Stuttgart u. a. 1998, ISBN 3-17-015461-3.
- als Mitautor: Sehnsucht nach Heil. Neben den Kirchen: Neue Religiosität, Esoterik, Sekten und Psychogruppen in Erlangen. 5. Auflage, Erlangen 1999, ISBN 3-87214-259-3.
- mit Andreas Fincke: Kompass Sekten und religiöse Weltanschauungen. Ein Lexikon. Gütersloher Verlagshaus, Gütersloh 2004, ISBN 3-579-06409-6.
- als Mitherausgeber: Panorama der neuen Religiosität. Sinnsuche und Heilsversprechen zu Beginn des 21. Jahrhunderts. 2. Auflage, Gütersloher Verlagshaus, Gütersloh 2005, ISBN 978-3-579-02320-5.
- Verschwiegene Männer. Freimaurer in Deutschland (= EZW-Texte. Band 182). EZW, Berlin 2005, ISSN 0085-0357.
- Freimaurer. Wissen was stimmt. Herder, Freiburg im Breisgau 2008, ISBN 978-3-451-05964-3 (2. Auflage, ebenda 2010).
- als Herausgeber mit Christine Jahn: Handbuch Weltanschauungen, Religiöse Gemeinschaften, Freikirchen. Gütersloher Verlagshaus, Gütersloh 2015, ISBN 978-3-579-08224-0.
- Die Freimaurer. Mythos und Geschichte. Herder, Freiburg im Breisgau 2019, ISBN 978-3-451-06876-8.
- Rechte Esoterik. Wenn sich alternatives Denken und Extremismus gefährlich vermischen. Herder, Freiburg/Basel/Wien 2021, ISBN 978-3-451-39067-8.